# Берестяні грамоти

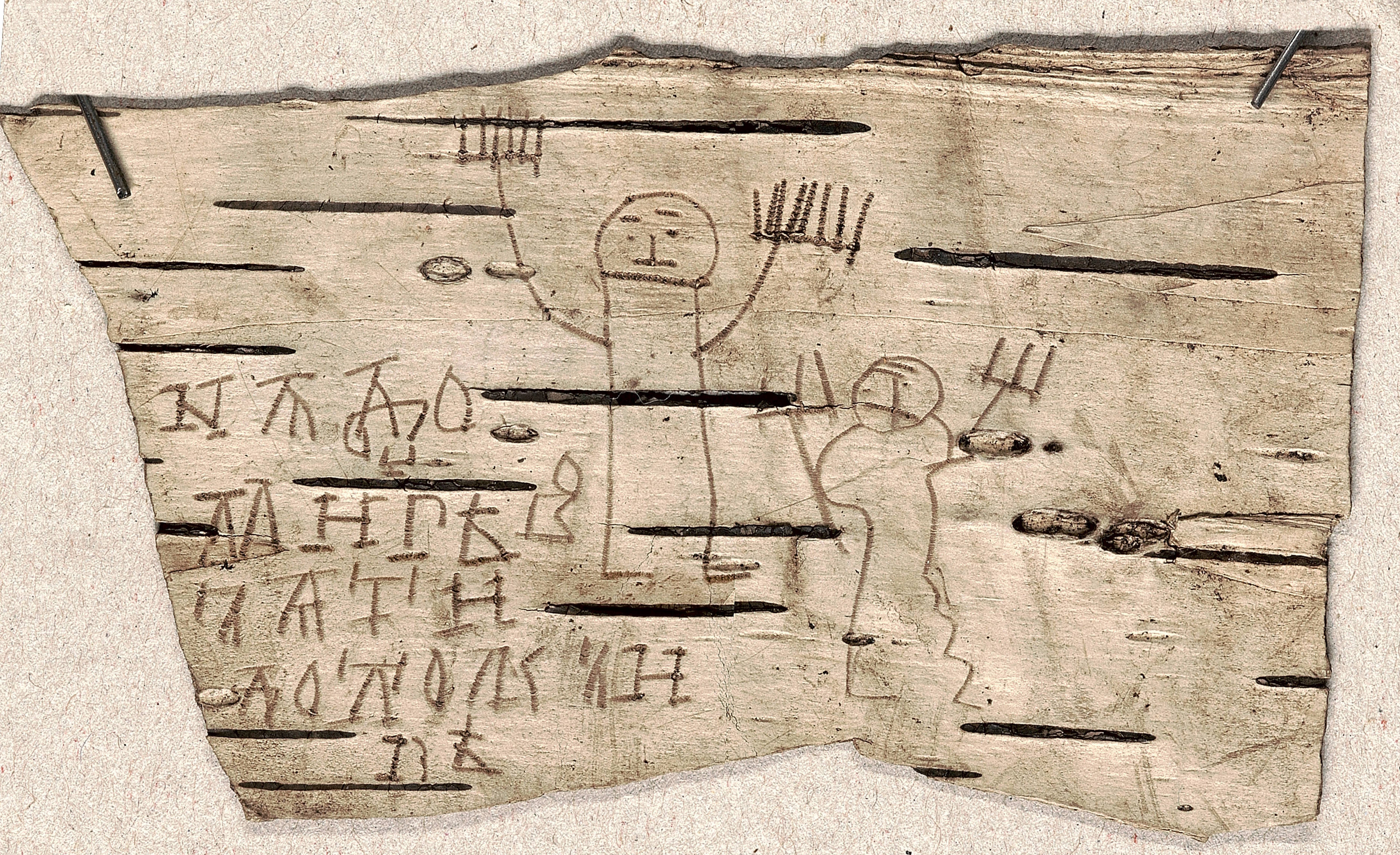
Грамота № 202, хлопчика Онфима. Новгород, 1240—1260 роки

Берестяні́ гра́моти (д.-рус. бересто, укр. берест, березто, рос. береста — «кора, луб берези») — пам'ятки давньої східнослов'янської писемності (XI—XV ст.), написані на доступному дешевому матеріалі — бересті.

## Матеріали

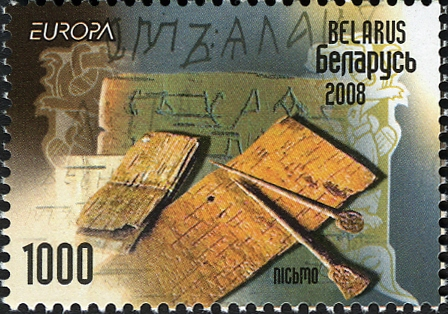
Поштова марка Білорусі 2008 року з берестям і писалами.

Текст продряпувався, видавлювався писалом — загостреним металевим або кістяним стрижнем, на протилежному кінці якого (нерідко оздобленому) було вушко для підвішування його до пояса. Чимало писал вушка не мали. Іноді протилежний плаский кінець обробляли у вигляді якогось силуета. Завдяки такому способу нанесення текст зберігався і в ґрунті. Ймовірно, берестяна писемність існувала повсюди на Русі та в Новгороді, але не скрізь місцевий ґрунт сприяв консервації берести. Про поширеність берестяних грамот свідчать численні знахідки писал у різних містах, у тому числі в Києві.

## Датування
Дату берестяних грамот встановлюють за культурними шарами, за допомогою дендрохронології, на основі особливостей мови. Внаслідок багатовікового перебування у землі чимало текстів дійшло до нас ушкодженими, у фрагментах (хоч останнє може бути зумовлене й тим, що після прочитання адресати нищили, викидали їх). За змістом берестяні грамоти насамперед були діловим і приватним листуванням (доручення, розпорядження, боргові зобов'язання, чолобитні, духовні та охоронні грамоти, купчі, учнівські вправи тощо). Їх писали люди різних соціальних груп, що свідчить про порівняно високий рівень грамотності на Русі. Вони більш-менш дотримувалися норм літературної мови, але багато неофіційних текстів дуже близькі до живої розмовної мови тих часів. Звідси цінність берестяних грамот для вивчення історії давніх східнослов'янських говірок, а також суспільних відносин, тогочасної економіки тощо.
Вивченням берестяних грамот займається берестологія.

## Локалізація знахідок
Усього станом на 2017 рік знайдено близько 1200 берестяних грамот.
На сьогоднішній день переважна більшість документів (близько 1100) походить з Новгорода, перші з яких було знайдено влітку 1951 року під час археологічних розкопок.
Згодом берестяні грамоти виявлено у Старій Русі, Торжку, Смоленську, Пскові, Твері, Москві.
Також декілька берестяних грамот знайдено в Україні (Звенигород) та Білорусі (Вітебськ, Мстиславль).

### Берестяні грамоти в Україні

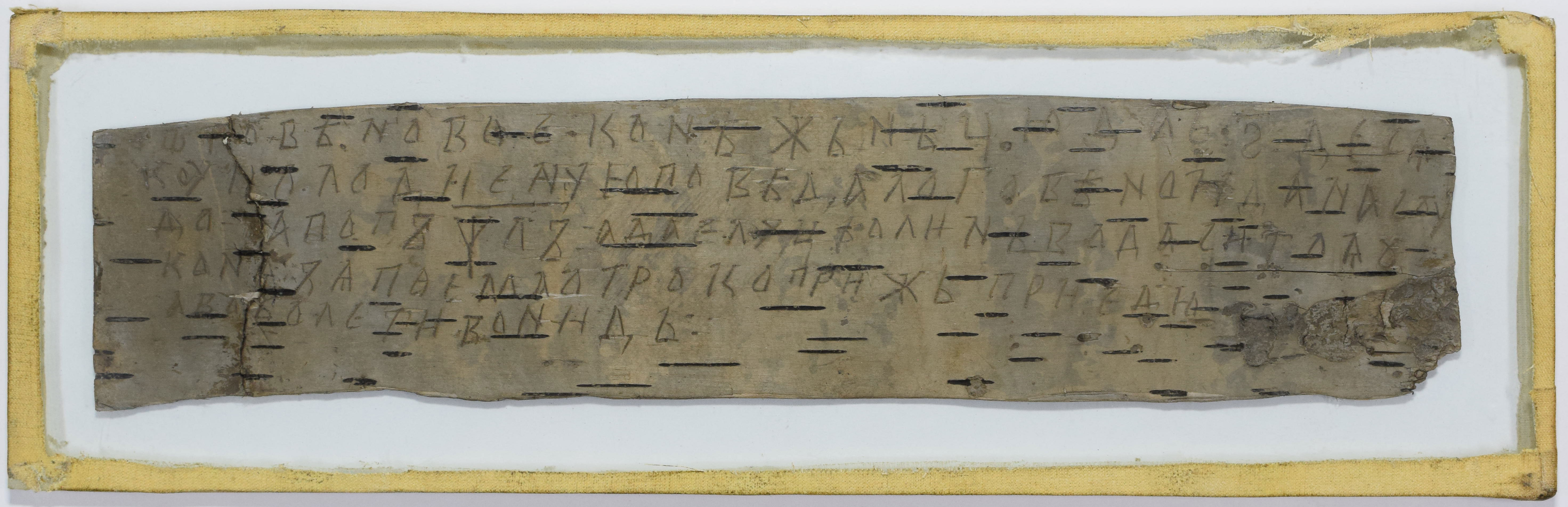
Лист Говенової (бл. 1110—1124 рр.). Мова давньоруська. Берестяна грамота № 981.

На території сучасної України пам'ятки берестяної писемності (три фрагменти берестяних грамот й одну цілу грамоту) знайдено 1988 року під час археологічних розкопок у передмісті давнього міста Звенигорода (тепер село Звенигород, Львівська область) — у культурному шарі, який датують 1110–1137 роками. Ще одну берестяну грамоту знайшли 2008 року при розкопках Буського літописного городища.
У листопаді 2010 року у ЗМІ з'явилася інформація, що вперше берестяну грамоту знайшли у Києві — при дослідженні культурного шару XI—XII ст.ст. біля колишнього будинку архітектора А.Меленського на Подолі (вул. Хорива). Однак після ретельних досліджень виявилося, що знайдена береста є порожньою. Археологи вважають, що берестяні грамоти мають бути у київському культурному шарі, адже деяка кількість знайдених у Новгороді грамот були надіслані з Києва. Складність полягає у київському ґрунті, який не сприяє консервації деревини.
На археологічних мапах знахідок берестяних грамот не позначене місто Чернігів. Але прочитані вже тексти доводять, що про них знали і давні чернігівці. Одна берестяна грамота мала припис на звороті «а то Гоїмєрє», тобто «а це Гоймер». Гоймер — стародавнє південноруське ім'я (як і Володимер, застаріла форма сучасного імені Володимир). Ім'я Гоймер практично не зустрічалось в Новгороді. Припис на звороті мав цікаве доповнення, в перекладі «А це Гоймер — ну, який у Чернигові і з дружиною, не пам'ятаю, як її ім'я». Якийсь чернігівський Гоймер їхав до Новгорода і збирав берестяні грамоти, аби передати їх мешканцям міста.

## Розшифрування

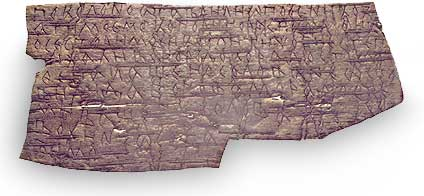
Берестяна грамота № 497 (2-а половина 14 століття). Гаврила Постня запрошує свого зятя Григорія й Уліту в гості до Новгорода.

Значна наукова вартість берестяних грамот полягає в висвітленні побутового життя пересічних мешканців, висвітленні їх мислення і побутової мови, які не потрапляли ні в літописи, ні в офіційні документи. Тому серед берестяних грамот практично нема свідоцтв про значні офіційні події. Лише в грамоті № 590 знайдено коротку довідку «Литва встала на корелу». Грамоту датують 11 століттям. Тоді загальною назвою «корела» називали карельські племена, на яких пішли війною литовці. Це військовий рапорт, текст схований в довгій грамоті, яка із конспиративних міркувань не мала ні імені того, хто посилав, ні імені того, хто отримав рапорт.
Знайдено по одній берестяній грамоті на інших мовах — карельською (грамота № 292 із молитвою проти блискавки), латиною, німецькою та грецькою.

### Вправи хлопчика Онфима

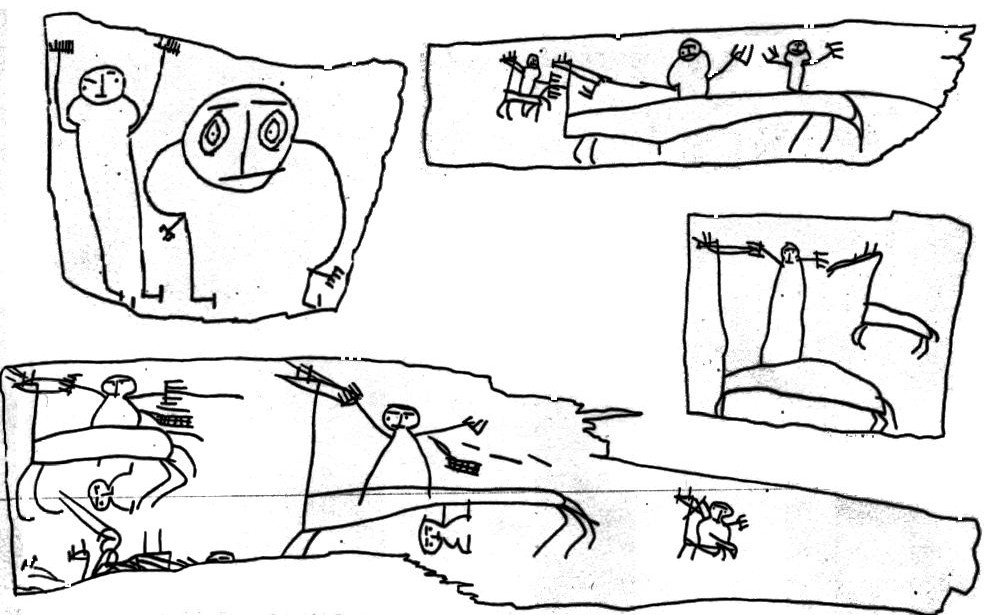
Малюнки Онфима.

Більшість берестяних грамот навмисно пошкоджені, розірвані чи порізані, бо і тоді мало хто бажав, щоби їх читав хтось чужий.
Але є і винятки. Серед них 10 грамот, що належали хлопчику Онфиму, датовані 1240-ми роками. Ймовірно, він загубив їх і не повернувся шукати, бо вони знайдені єдиною купкою. Це учнівські вправи і малюнки хлопчика 6-7-річного віку (за свідченням дослідників дитячих малюнків). Частина цих грамот — учнівські вправи з абеткою та ретельно виписаними складами. Хлопець навчався у якогось письменного дорослого і старанно копіював якісь зразки з абеткою.

### Листування з жінками
Частину з віднайдених берестяних грамот створили жінки. Це свідчить, що писемність була досить поширеною і серед жінок. В одній із знайдених грамот від чоловіка до дружини написано "віддай у навчання " (їхню дитину). Відома грамота з текстом від чоловіка до дружини: «Від Бориса до Настасії. Як прийде ця грамота, відішли мені хлопця на жеребці, бо у мене тут справ багато. Та перешли сорочку, сорочку забув».

### Грамота до коханого
Стосунки між закоханими висвітила грамота № 752: «Я зверталась до тебе тричі. Яке зло ти до мене маєш, що цей тиждень до мене не приходив? А я кохала тебе, як брата. Невже я зачепила тебе тим, що посилала до тебе. А бачу, тобі непереливки. Якби кохав мене, то б вирвався з-під чужих очей і прибіг… Відпиши же мені…» (грамота має розриви).

### Непрості шлюбні стосунки
В середньовічному Новгороді траплялися непрості стосунки в шлюбах. Авторитарна дружина пише чоловікові: «Наказ Семену від дружини. Вгамував би ти їх усіх тишком і дочекався б мене. А я тобі чолом б'ю (тобто, шлю привіт)».
В іншій грамоті знайшли: «Уклін від Февронії Феліксу з плачем. Побив мене пасинок та вигнав з двору. Радиш мені їхати в місто або сам сюди приїдеш? Я побита».
Є свідчення і про розлучення. Якась покинута жінка пише: «Від Гостяти до Василя. Що дав мені батько і родичи дали в посаг, то за ним. А зараз, коли взяв нову дружину, не віддає мені нічого. Ударив по руках (тобто склав новий шлюбний союз), мене прогнав, а другу в дружини взяв. Приїдь, зроби милість».

### Ділові листи
У одній з берестяних грамот знайдених у Звенигороді (№ 981) йдеться про віддавання боргу:
Мова йде про борг в 60 кун, який Ніжнець має віддати дружині, ймовірно, померлого Говіна, що подав позов до суду. Говінова погрожує, що якщо він гроші не віддасть, то вона приїде сама, взявши князівського «отрока», тобто слугу-свідка.
В оригіналі текст виглядав таким чином (з розбиттям на слова і адаптацією графіки):
У грамоті спостерігається взаємозаміна букв ъ — о, ь — є, написання є на місці и після голосних.